# 平岡祐太
平岡 祐太（ひらおか ゆうた、1984年〈昭和59年〉9月1日 - ）は、日本の俳優、アミューズ所属。広島県広島市生まれ、小学校4年から山口県玖珂郡和木町で育った。

## 略歴
- 2002年 - 第15回「ジュノン・スーパーボーイ・コンテスト」グランプリを受賞[注 1]。
- 2003年 - ドラマ『ライオン先生』で俳優デビュー。
- 2005年 - 映画『スウィングガールズ』で第28回日本アカデミー賞新人俳優賞を受賞。
- 2006年 - 10月頃から1年間4クール連続でドラマ出演した[注 2]。
- 2009年4月 - TBS系連続ドラマ『ゴッドハンド輝』で連続ドラマ初主演を務める。
- 2010年 - 『龍馬伝』で大河ドラマ初出演。
- 2010年7月 - 『トリックロジック』にてコンピュータゲームに声優として初出演。
- 2014年 - 台湾ドラマ『ずっと君を忘れない（中国語版）』（原題 熱海恋歌）で海外ドラマ初出演[8]。
- 2016年 - 連続テレビ小説『べっぴんさん』で朝ドラ初出演。
- 2017年10月 - TBS月曜名作劇場『内田康夫サスペンス 新・浅見光彦シリーズ』で4代目・浅見光彦を務める[9]。
- 2022年12月31日 - 一般人女性と結婚したことを自身のインスタグラムにて直筆メッセージで報告した[1][2]。
- 2024年3月9日 - 第1子男児誕生[10]。
- 2025年3月4日 - 同年8月の公演より、『ハリー・ポッターと呪いの子』のハリー・ポッターを演じることが発表された[11]。

## 人物
- 主な愛称「ユウパー」[12]、ウーパールーパーを飼っていることに由来する。「ひらっち」と呼ぶのは『スウィングガールズ』の共演者たちだけである[13]。
- 3人の弟がおり、三男と四男は双子。
- 中学1年生からギターを始める。ミュージシャンになるため、高校3年時に上京[3][14][15]
山口県岩国市内にある私立高水高等学校を中退し、東京都内の私立東京実業高等学校に入学した後に卒業。[要出典]。
- 小学生の頃はサッカーに熱中し、中学校から広島のサッカーチームに所属し、高校時代に広島皆実高等学校他とも対戦経験がある[14][15][16]。
- 音楽学校「MI JAPAN」東京校の卒業生である[17]。
- 趣味は映画鑑賞、音楽鑑賞、写真。
- 特技は作曲、ギター演奏、サッカー、ピアノ。
- 爽やかな青年から冷酷な悪役まで幅広い役柄を演じている。

## 交友関係など
- 同じ事務所に所属しているポルノグラフィティの新藤晴一と仲が良い。ウーパールーパーを飼い始めたのもバイクの免許を取得したのもゴルフをはじめたのも新藤に勧められたのがきっかけである。
- 同じ事務所に所属しているFLOWとも親交があり、音楽番組『Music Lovers』で共演した[18]。他には、GLAYのTAKUROとも親交がある。
- 同じ事務所に所属している寺脇康文と同じジムに通っており、寺脇からは「祐太」と呼ばれている。

## エピソード
- 好きな女性のタイプは柴咲コウ[19]。
- 『WATER BOYS 2005夏』に出演するまで、水泳が出来なかった。この時に共演した野久保直樹から泳ぎを教わった。
- 同じ事務所の福山雅治はアコースティックギターを貸したのがきっかけで福山の『福山雅治のオールナイトニッポンサタデースペシャル・魂のラジオ』にイケメン月間で城田優と出演。番組自体が下ネタが多いため話題にされ、福山から「平岡にゲイ疑惑でるわけないじゃん!AV借りてる写真撮られてるんだから!!」等と散々ネタにされていた。また、福山と城田は「風呂は夜と朝2回入る」と言っているが平岡が「夜1回入れば十分」と同番組で発言したところ、城田と福山に「寝汗が付いたまま収録に参加するのか」と突っ込まれた。[20]

## 出演

### テレビドラマ
- ライオン先生（2003年10月13日 - 12月15日、読売テレビ・日本テレビ） - 織原健治 役
- めだか（2004年10月5日 - 12月14日、フジテレビ） - 高杉順平 役
- P&Gパンテーンドラマスペシャル『音のない青空』（2005年2月11日、フジテレビ） - 門脇孝司 役
- ディビジョン1 ステージ12『正三角形の定義』（2005年4月20日 - 5月11日、フジテレビ） - 柳明夫 役
- WATER BOYS 2005夏（2005年8月19日 - 20日、フジテレビ） - 名嘉尾悟 役
- 危険なアネキ（2005年10月17日 - 12月19日、フジテレビ） - 中村拓未 役
- ほんとにあった怖い話 夏の特別編2006 「不思議な時間」（2006年8月22日、フジテレビ） - 主演・白鳥大吾 役
- メッセージ〜伝説のCMディレクター・杉山登志〜（2006年8月28日、毎日放送・TBS） - 杉山伝命(青年期) 役
- カクレカラクリ（2006年9月13日、TBS） - 栗本洋輔 役
- たったひとつの恋（2006年10月14日 - 12月16日、日本テレビ） - 大沢亜裕太 役
- 東京タワー 〜オカンとボクと、時々、オトン〜（2007年1月8日 - 3月19日、フジテレビ） - 鳴沢一 役
- 愛の流刑地（2007年3月20日 - 21日、日本テレビ） - 谷脇高士 役
- プロポーズ大作戦（2007年4月16日 - 6月25日、フジテレビ） - 榎戸幹雄 役
- ファースト・キス（2007年7月9日 - 9月17日、フジテレビ） - 結城秋生 役
- だいすき!!（2008年1月17日 - 3月20日、TBS） - 福原蓮 役
- プロポーズ大作戦SP（2008年3月25日、フジテレビ） - 榎戸幹雄 役
- アベレイジ（フジテレビ） - バーテンダー 役
  - 第1弾（2008年3月29日）[21]
  - 第2弾（2008年10月10日）[22]
- 奇跡の動物園2008〜旭山動物園物語〜（2008年5月16日、フジテレビ） - 喜多嶋拓 役
- モンスターペアレント（2008年7月1日 - 9月9日、フジテレビ） - 望月道夫 役
- 世にも奇妙な物語 '08 秋の特別編「行列のできる刑事」（2008年9月23日、フジテレビ） - 主演・鈴木正継 役
- the波乗りレストラン（2008年11月1日 - 9日、日本テレビ） - たかあき 役
- 稲垣吾郎の金田一耕助 悪魔の手毬唄 （2009年1月5日、フジテレビ） - 青池歌名雄 役
- キイナ〜不可能犯罪捜査官〜（2009年1月21日 - 2009年3月18日、日本テレビ） - 山崎尊 役
- ゴッドハンド輝（2009年4月11日 - 5月16日、TBS） - 主演・真東輝 役
- 働くゴン!（2009年9月23日、日本テレビ） - 村西純 役
- ドラマW「一応の推定」（2009年12月20日、WOWOW） - 竹内善之 役[23]
- 咲くやこの花（2010年1月9日 - 3月27日、NHK総合） - 深堂由良 役
- 龍馬伝（2010年1月3日 - 11月28日、NHK） - 陸奥陽之助 役
- LADY〜最後の犯罪プロファイル〜（2011年1月7日 - 3月25日、TBS） - 新堀圭祐 役
- 月曜ゴールデン 内部調査官・水平直の報告書（2011年1月17日、TBS） - 浜田貴司 役
- 私が恋愛できない理由（2011年10月17日 - 12月19日、フジテレビ） - 山本正 役
- 濃姫（テレビ朝日） - 織田信行 役
  1. 『濃姫』（2012年3月17日）
  2. 『濃姫II〜戦国の女たち』（2013年6月23日）
- 未来日記-ANOTHER:WORLD-（2012年4月21日 - 6月30日、フジテレビ） - 奥田陽介 役
- ATARU CASE4・CASE10（2012年5月6日・6月17日、TBS） - 公原卓郎 役
- 東野圭吾ミステリーズ 第7話『白い凶器』（2012年8月23日、フジテレビ） - 森田寿 役
- みをつくし料理帖（テレビ朝日） - 永田源斉 役
  1. （2012年9月22日）
  2. （2014年6月8日）
- ヤアになる日〜鳥羽・答志島パラダイス〜（2012年9月30日、NHK BSプレミアム） - 鳴海久志 役
- 特捜最前線2012（2012年10月1日、東映チャンネル / ファミリー劇場） - 主演・友鷹耀介 役
- TOKYOエアポート〜東京空港管制保安部〜（2012年10月14日 - 12月23日、フジテレビ） - 本上圭介 役
- 特捜最前線×プレイガール2012（2012年12月2日、東映チャンネル / ファミリー劇場） - 友鷹耀介 役
- GTO お正月スペシャル！（2013年1月2日、フジテレビ） - 真田和幸 役
- ストロベリーナイト アフター・ザ・インビジブルレイン『推定有罪 / プロバブリィギルティ』（2013年1月26日、フジテレビ） - 辻内眞人 役
- 2夜連続ドラマスペシャル 最も遠い銀河（2013年2月2日 - 3日、テレビ朝日） - 渡良一 役
- ヴァンパイア・ヘヴン（2013年4月12日 - 7月5日、テレビ東京） - 隼人役
- スペシャリスト（テレビ朝日） - 堀川耕平 役
  - 土曜ワイド劇場 スペシャリスト1（2013年5月18日）
  - 土曜ワイド劇場 スペシャリスト2（2014年3月8日）
  - 土曜ワイド劇場 スペシャリスト3（2015年2月28日）
  - 土曜ワイド劇場 スペシャリスト4（2015年12月12日）
  - 連続ドラマ スペシャリスト（2016年 1月14日 - 3月17日）
- あさきゆめみし 〜八百屋お七異聞（2013年9月19日 - 11月21日、NHK総合） - 勘蔵 役
- 安堂ロイド〜A.I. knows LOVE?〜（2013年10月13日 - 12月15日、TBS） - 角城元 役
- ずっと君を忘れない（中国語版）（2014年3月7日 - 8月8日、三立台湾台（中国語版） / 2015年10月3日 - 2016年7月2日 、BS12トゥエルビ） - 白原正彰 役（特別出演）[24]
- 花咲舞が黙ってない 第9話・第10話（2014年6月11日・18日、日本テレビ） - 伊丹清一郎 役
- 家族狩り（2014年7月4日 - 9月5日、TBS） - 椎村栄作 役
- タイムスパイラル（2014年9月2日 - 10月21日、NHK BSプレミアム） - 結城健太郎 役
- ディア・シスター（2014年10月16日 - 12月18日、フジテレビ） - 吉村達也 役
- マッチング・ラブ 第2回（2014年12月24日、TBS） - 岩沢隆太郎 役
- ヤメゴク〜ヤクザやめて頂きます〜 第9話（2015年6月11日） - 丸橋 役（友情出演）
- テディ・ゴー!（2015年10月10日 - 10月31日、フジテレビ） - 冬野唯志 役[25]
- 早子先生、結婚するって本当ですか? 第7話（2016年6月2日、フジテレビ） - 香川優介 役[26]
- 連続テレビ小説 べっぴんさん（2016年10月3日 - 2017年4月1日、NHK総合） - 村田昭一 役
  - べっぴんさん スペシャルドラマ「恋する百貨店」（2017年4月29日、NHK BSプレミアム） - 村田昭一 役
- 東京タラレバ娘（2017年1月18日 - 3月22日、日本テレビ） - 鮫島涼 役
  - 東京タラレバ娘2020（2020年10月7日、日本テレビ）
- ドラマ特別企画　堂場瞬一サスペンス「検証捜査」（2017年7月5日、テレビ東京） - 皆川慶一郎 役[27]
- 内田康夫サスペンス 新・浅見光彦シリーズ（TBS） - 主演・浅見光彦 役
  - 漂泊の楽人 越後〜沼津・哀しき殺人者（2017年10月30日）[28]
  - 後鳥羽伝説殺人事件（2018年2月26日）[29]
  - 平家伝説殺人事件（2018年5月21日）[30]
  - 華の下にて（2018年12月17日）[31]
  - 天城峠殺人事件（2019年1月7日）[32]
- ホリデイラブ（2018年1月26日 - 3月16日、テレビ朝日） - 春田龍馬 役[33]
- 特命刑事 カクホの女 第5話（2018年2月16日、テレビ東京） - 北原祐介 役[34]
- 荒神（2018年2月17日、NHK BSプレミアム） - 榊田宗栄 役[35]
- 松本清張特別企画「犯罪の回送」（2018年7月2日、テレビ東京） - 岡本和也 役[36]
- 警視庁ゼロ係〜生活安全課なんでも相談室〜 THIRD SEASON（2018年7月20日 - 9月14日、テレビ東京） - 金田一修 役[37]
- マジで航海してます。〜Second Season〜（2018年7月30日 - 9月3日、毎日放送 / 2018年8月1日 - 9月5日、TBS） - 神崎拓也 役[38]
- よつば銀行 原島浩美がモノ申す!〜この女に賭けろ〜 第1話（2019年1月21日、テレビ東京） - 神谷隆彦 役[39]
- 女の機嫌の直し方（2019年3月16日 - 30日、日本テレビ） - 青柳誠司 役[40]
- 科捜研の女 SEASON 19 第7話・第8話（2019年5月30日・6月6日、テレビ朝日） - 熊谷馨 役[41]
- インハンド 第10話・最終話（2019年6月14日・21日、TBS） - 棚橋弘樹 役[42]
- ベビーシッター・ギン! 第6回（2019年8月4日、NHK BSプレミアム） - 牧村稔 役[43]
- 24時間テレビスペシャルドラマ「絆のペダル」（2019年8月24日、日本テレビ） - 東城章 役[44]
- ドクターX〜外科医・大門未知子〜 第6シリーズ 第6話（2019年11月21日、テレビ朝日） - 六角橋翔太 役
- この男は人生最大の過ちです（2020年1月19日 - 3月22日、朝日放送テレビ） - 藍田航之郎 役[45]
- ファーストラヴ（2020年2月22日、NHK BSプレミアム） - 庵野迦葉 役[46]
- 今野敏サスペンス 機捜235（2020年4月24日、テレビ東京） - 主演・高丸卓也 役[47]
- 片恋グルメ日記（TOKYO MX） - 主演・八角直哉 役
  - シーズン1（2020年10月12日 - 12月14日）[48]
  - シーズン2（2022年5月23日 - 7月11日）[49]
- 最高のオバハン 中島ハルコ 第6話 - 最終話（2021年5月15日 - 5月29日、フジテレビ） - 沢田健介 役
- らせんの迷宮〜DNA科学捜査〜 第1話（2021年10月15日、テレビ東京） - 弓塚明紀 役
- 復讐の未亡人（2022年7月8日 - 8月26日、テレビ東京） - 鈴木優吾 役[注 3][50]
- 夫婦円満レシピ〜交換しない?一晩だけ〜（2022年10月6日 - 12月22日、テレビ東京） - 窪塚洋一郎 役[51]
- 異世界居酒屋「のぶ」Season3 〜皇帝とオイリアの王女編〜（2023年1月13日 - 3月17日、WOWOW） - 帝国皇帝コンラート五世 役[52]
- ケーキの切れない非行少年たち（2023年6月20日、NHK BS1） - 六麦克彦 役[53]
- around1/4 アラウンド・クォーター（2023年7月9日 - 9月24日、朝日放送テレビ） - 正 役[54]
- 松本清張ドラマスペシャル 第一夜「顔」（2024年1月3日、テレビ朝日） - 高木信介 役[55]
- 極限夫婦 第3章「北斗夫婦の場合」（2024年、関西テレビ） - 北斗達也 役[56]
- 特捜9 season7 第1話（2024年4月3日、テレビ朝日） - 佐野兼一 役[57]
- 放課後カルテ（2024年10月12日 - 12月21日、日本テレビ） - 藤岡雅史 役[58]
- D&D〜医者と刑事の捜査線〜 第1話（2024年10月18日、テレビ東京） - 西見知之 役[59]
- マイ・ワンナイト・ルール（2025年1月8日 - 2月26日、テレビ東京） - 堂島吾郎 役[60]

### 配信ドラマ
- タケル 新人捜査官ファイル（2009年1月21日 - 3月18日配信、日本テレビ / 第2日本テレビ） - 主演・山崎尊 役[61]
- Oh! my PROPOSE（2010年6月26日 - 9月30日配信、GyaO!） - 島田優作 役[62]
- 彼は、妹の恋人（2011年12月25日 - 2012年3月4日配信、BeeTV / 2016年7月8日配信、avex Movie Gift） - 伊藤亮介(彼) 役
- 進撃の巨人 ATTACK ON TITAN 反撃の狼煙（英語版）（2015年8月15日配信、dTV） - イズル 役[63]
- 不能犯 第3話・第4話（2018年1月5日・12日配信、dTV / 2018年1月30日・2月6日放送、関西テレビ） - 安藤貴哉 役[64]

### オリジナルビデオ
- 東京フレンズ（2005年6月8日発売、エイベックス / フジテレビ） - 田中秀俊 役

### 映画
- スウィングガールズ（2004年9月11日公開、東宝） - 中村拓雄（ピアノ） 役
- いま、会いにゆきます（2004年10月30日公開、東宝） - 秋穂佑司(高校生) 役
- NANA（2005年9月3日公開、東宝） - 遠藤章司 役
- イツカ波ノ彼方ニ（2005年10月29日公開、日本出版販売 / エキスプレス） - 主演・アキ 役
- チェケラッチョ!!（2006年4月22日公開、東宝） - 玉城哲雄 役
- トリック劇場版2（2006年6月10日公開、東宝） - 青沼和彦 役
- 東京フレンズ The Movie（2006年8月12日公開、松竹） - 田中秀俊 役
- 7月24日通りのクリスマス（2006年11月3日公開、東宝） - サユリの王子様ランキング今週の第5位 役（カメオ出演）
- 僕は妹に恋をする（2007年1月20日公開、東芝エンタテインメント） - 矢野立芳 役
- 幸福な食卓（2007年1月27日公開、松竹） - 中原直 役
- Presents〜うに煎餅〜（2007年3月10日公開、アットムービー） - 高野悟 役
- 昴-スバル-（2009年3月20日公開、ワーナー・ブラザース映画） - コーヘイ 役
- 真夏のオリオン（2009年6月13日公開、東宝） - 坪田誠 役
- NECK（2010年8月21日公開、東宝） - 越前魔太郎 役
- しあわせのパン（2012年1月28日公開、アスミック・エース） - 山下時生 役
- 人生、いろどり（2012年9月15日公開、ショウゲート） - 江田晴彦 役
- キッズ・リターン 再会の時（2013年10月12日公開、東京テアトル / オフィス北野） - 主演・タカギシンジ 役
- 縁〜The Bride of Izumo〜（2016年1月16日公開、OSMANDエンターテインメント / トリプルアップ） - 中村和典 役
- 恋とオンチの方程式（2016年2月20日公開、ティ・ジョイ） - 小川カズユキ 役[65]
- L−エル−（2016年11月25日公開、東宝） - 劇団青年 役
- 女の機嫌の直し方（2019年6月15日公開、日本テレビ / 吉本興業） - 青柳誠司 役[66]
- 種まく旅人〜華蓮（ハス）のかがやき〜（2021年4月2日公開、ニチホランド） - 山田良一 役[67]
- 東西ジャニーズJr. ぼくらのサバイバルウォーズ（2022年4月1日公開、松竹）
- 鋼の錬金術師シリーズ（ワーナー・ブラザース映画）
  - 鋼の錬金術師 完結編 復讐者スカー（2022年5月20日公開）[68]
  - 鋼の錬金術師 完結編 最後の錬成（2022年6月24日公開）[68]
- 忌怪島/きかいじま（2023年6月16日公開、東映） - 山本春樹 役[69]
- 魔女の香水（2023年6月16日公開、アーク・エンタテインメント） - 横山蓮 役[70]
- 夏目アラタの結婚（2024年9月6日公開、ワーナー・ブラザース映画）[71]
- REQUIEM〜ある作曲家の物語〜（2025年2月28日公開、アイエス・フィールド / SDP） - 主演・城島匠 役[72]

### 舞台
- 相対的浮世絵 - 岬達朗 役[73]
  - 東京公演（2010年3月18日 - 28日、Bunkamura シアターコクーン）
  - 大阪公演（2010年4月2日 - 4日、梅田芸術劇場 シアター・ドラマシティ）
  - 名古屋公演（2010年4月7日、中京大学文化市民会館 プルニエホール）
  - 広島公演（2010年4月8日、アステールプラザ 大ホール）
  - 北九州公演（2010年4月10日 - 11日、北九州芸術劇場 中劇場 ）
- 淋しいのはお前だけじゃない - 由良市太郎 役[74]
  - 東京公演（2011年6月17日 - 26日、赤坂ACTシアター）
  - 愛知公演（2011年7月1日 - 3日、御園座）
  - 兵庫公演（2011年7月6日 - 7日、兵庫県立芸術文化センター）
  - 新潟公演（2011年7月9日、新潟市民芸術文化会館）
- 天守物語（2011年11月5日 - 20日、新国立劇場） - 姫川図書之助 役[75]
- 朗読劇『LOVE LETTERS』（2012年3月8日、パルコ劇場） - アンディ 役[76]
- 現代能楽集VIII『道玄坂綺譚』（2015年11月8日 - 21日、世田谷パブリックシアター） - キイチ / 深草貴一郎 二役[77]
- ハリー・ポッターと呪いの子（2025年8月 - 2026年1月〈予定〉、TBS赤坂ACTシアター） - 主演・ハリー・ポッター 役[78][79]

### ラジオ
- 榮倉奈々のGIRLS LOCKS!（2007年5月16日・5月17日・6月14日、TOKYO FM）[80]
- 福山雅治のオールナイトニッポンサタデースペシャル・魂のラジオ（2008年7月12日・2009年8月8日23:30 - 25:00、ニッポン放送）[81][82][20]
- ポルノグラフィティ岡野昭仁のオールナイトニッポン（2008年7月12日25:00 - 27:00、ニッポン放送）[83]
- Blue Ocean（2009年10月22日、TOKYO FM）[84]
- Over The Rainbow（2010年2月2日、広島エフエム放送）[85]
- いきものがかり吉岡聖恵のオールナイトニッポン（2010年2月26日、ニッポン放送）[86]
- エンタマン（2010年2月1日・2011年10月21日、TBSラジオ）[87]
- ラジオ・チャリティー・ミュージックソン スペシャル 『I'm with U キミと、24時間ラジオ』（2011年4月9日、ニッポン放送）[88]
- もちこみっ!（2012年11月3日25:00 - 25:30、RKB毎日放送）[89]
- カフェイン11（2012年11月5日23:00 - 23:50、bayfm）[90]
- happiness!!（2015年8月25日、FM大阪）[91]
- FM探偵局（2015年9月25日、エフエム山陰）[92]
- MAGICAL SNOWLAND（2017年3月25日、FM NACK5）[93]
- 坂本美雨のディア・フレンズ（2019年6月5日、TOKYO FM）[94]

### ラジオドラマ
- 『DOCOMO シーソーメール〜SHE SAW MAIL〜』シーズン7（2011年2月6日 - 27日、TOKYO FM） - 松原蓮 役[95]
- 青春アドベンチャー「かおる、ストーリーボックス」（2022年5月9日 - 13日、NHK-FM）[96]

### バラエティ
- 夢ヶ丘レジデンス（2007年4月4日 - 2008年2月26日、MUSIC ON! TV）- 水曜日パーソナリティ[97]

### ウェブ番組
- 僕らの放課後バラエティ『ナイッシュー!』（2005年12月26日 - 2006年5月1日配信、GyaO）
- 楽しんご＆平岡祐太のラブラブ湯けむり温泉レポート（ANA旅割カウントダウン）[98]
  - 愛媛・道後温泉（2011年9月26日配信）
  - 徳島・鳴門温泉（2011年9月26日配信）
  - 北海道・登別温泉（2011年9月26日配信）
  - 鹿児島・指宿温泉（2011年9月26日配信）
  - 横浜・万葉倶楽部（2011年10月7日配信）
  - 宮城・秋保温泉（2011年10月14日配信）

### ナレーション
- メッシTV（2011年3月16日 - 4月13日、WOWOW）[99]
- 岩合光昭の世界ネコ歩き ソレントとカプリ島（2012年8月8日、NHK BSプレミアム）[100]
- 岩合光昭の世界ネコ歩き 総集編〜地中海のネコ〜（2013年1月5日、NHK BSプレミアム）[101]
- 疾風怒濤の歴史ドラマ（2018年9月14日 - 11月4日、山口ゆめ花博 維新体験館）[102]

### ゲーム
- トリックロジック シーズン1（2010年7月22日、ソニー・コンピュータエンタテインメント） - 主演・芳川樹 役
  - トリックロジック シーズン2（2010年9月16日）
- 春ゆきてレトロチカ（2022年5月12日、スクウェア・エニックス） - 主演・四十間永司 役[103] / 久坂如水 役

### 雑誌
- PHaT PHOTO「ひらおかんさつ日記」（2006年10月20日発売号より連載）
- 月刊ZATOO「平岡祐太『ON THE REAL WORLD』」（2009年 VOL.1 創刊号）

### イベント
- Amuse Xmas Week「Merry Xmas Party」（2005年12月23日、新宿コマ劇場）[104]
- AMUSE PRESENTS「バラエティショー2006〜真冬のどんちゃん騒ぎ」（2006年12月28日、天王洲 銀河劇場）[105]

### PV・MV
- Mr.Children「未来」（2005年）[注 4][106]
- Ms.OOJA「30」（2013年）[107]

### 広告
- ピザハット（2004年7月10日 - ）
- 大塚製薬「ポカリスエット」 - 綾瀬はるかと共演[108]
  - 「走る春」篇（2005年3月5日 - ）
  - 「見上げる夏」篇（2005年6月18日 - ）
  - 「メモと昇降口」篇（2005年12月2日 - ）
- 小学館「Telepal f」（2005年9月25日 - ）
- みずほ銀行「みずほマイレージクラブ」新社会人篇・店頭ポスター（2006年2月20日 - ）[109]
- キリンビバレッジ「Volvic」（2006年12月21日 - ）[110]
- 英会話AEON（2007年1月 - 2009年） [111]
- NTTコミュニケーションズ 「"CreativE-Life" for Everyone」[112]
  - あんしんナンバー「コムくん登場」篇（2009年6月20日 - ）[113]
  - 香り通信「香りを届けること」篇（2009年8月29日 - ）[114]
  - OCNモバイル「外出しなくちゃ」篇（2009年9月24日 - ）[115]
  - OCNキッズケア「見守る」篇（2009年12月12日 - ）[116]
  - ワンにゃんバー「ペットに○○」篇（2010年2月11日 - ）[117]
- P&G「ボールド」
  - ときめき・お洗濯 バス篇（2009年7月15日 - 2010年1月31日） - 大塚寧々と共演[118]
  - ときめき・お洗濯 公園篇（2010年3月12日 - ） - 相田翔子と共演
- サントリーフーズ「インテリゲン」インテリゲンの唄（2010年7月6日 - ） - 大江裕と共演[119]
- チヨダ「HYDRO-TECH BLACK COLLECTION」イメージキャラクター（2012年3月22日 - ）[120]
- キリン・ディアジオ「スミノフ」[121]
  - 「平岡祐太 音楽とSMIRNOFF TIME」（2012年5月7日 - ）
  - 「好きな音楽と酔う」篇（2013年4月19日 - ）
- 花王「トイレマジックリン 消臭・洗浄スプレーAROMA」（2013年9月12日 - ） - 平田薫と共演[122]
- 花王「リセッシュリセッシュ・除菌EXデオドラントパワー」（2014年2月 - 4月）[123]
- サンヨー食品「サッポロ一番 塩とんこつラーメン」塩顔イケメン篇（2015年1月23日 - ）[124]
- KUZUHA MALL イメージキャラクター（2015年3月16日 - 、テレビ大阪ほか）[125]
  - 10周年感謝祭「告白10周年」篇[126]
  - 「告白ゴールデンウィーク」篇[127]
- GISELe HOMMe イメージキャラクター（2015年3月28日 - ）[128]
- 雪印メグミルク「重ねドルチェ」大人女子の贅沢なひと時プレゼントキャンペーン[129]

実施期間：2016年4月1日 - 5月31日
イベント：2016年6月25日
- ニチバン「平岡祐太のロイヒ博士モザイクポスター もらえる!キャンペーン」

実施期間：2017年2月15日 - 3月31日
掲出期間：東京・新宿駅（2017年4月10日 - 16日） / 大阪・藤井寺駅（2017年4月14日 - 20日）
- 日本自動車工業会「ながら運転防止啓発動画」（2017年7月7日 - 10月26日）[134]
- 「キリン 午後の紅茶」×「グリコ ポッキー」プロジェクト第4弾（2018年2月20日 - ）[135]

〜スマートフォン限定スペシャル動画〜 平岡祐太さんと、ハワイデートが楽しめる！360°ムービー
- 日本自動車工業会「ながら運転防止啓発動画」（2018年7月7日 - 10月6日）[136]
- インソース イメージキャラクター（2018年8月 - ）[137]

### その他
- ネクソン「わたしの浮島自慢コンテスト」特別審査員（2012年12月26日 - 2013年1月14日）[138]
- ローリング・ストーンズ「平岡祐太2013コラボTシャツ」（2013年5月13日 - ）[139]
- ラコステ「LACOSTE BEAUTIFUL AWARDS featuring LESLIE KEE」ACTOR AWARD（2014年）[140]
- 一般社団法人山口県観光連盟 観光パンフレット特集「平岡祐太と巡る維新の舞台」（2017年8月発行）[6][141]
- NHK「⇒2020 レスリー・キーがつなぐポートレートメッセージ」（2017年10月27日）[142]